# 复兴坊
复兴坊原名辣斐坊，是位于上海市黄浦区复兴中路553弄1-21号、543-551号、555-561号的一处新式里弄，处于复兴中路以南，思南路50-70号住宅以西，花园坊以东，瑞金医院以北。复兴坊建于1927年，2005年列入第四批上海市优秀历史建筑。

## 历史
复兴坊于1927年10月开工兴建，1928年落成，初名辣斐坊，因其位于辣斐德路上而得名。1943年后，辣斐德路改名为复兴中路，辣斐坊也随之更名为复兴坊。中华人民共和国建国后，复兴坊多次修缮。1977-1978年，原卢湾区房管所对其房屋的立面和屋面进行了大修，为了增加建筑面积还抬高了一些房屋的屋面。2005年，复兴坊被列为第四批上海市优秀历史建筑。

### 名人故居
复兴坊内分布着大量的名人故居：何香凝曾于1927年底至1937年12月居住于复兴坊8号。该住宅原为宋家所有。1927年11月，何香凝抵沪，经宋子文介绍入住此处。